# Diocesi di Guaxupé

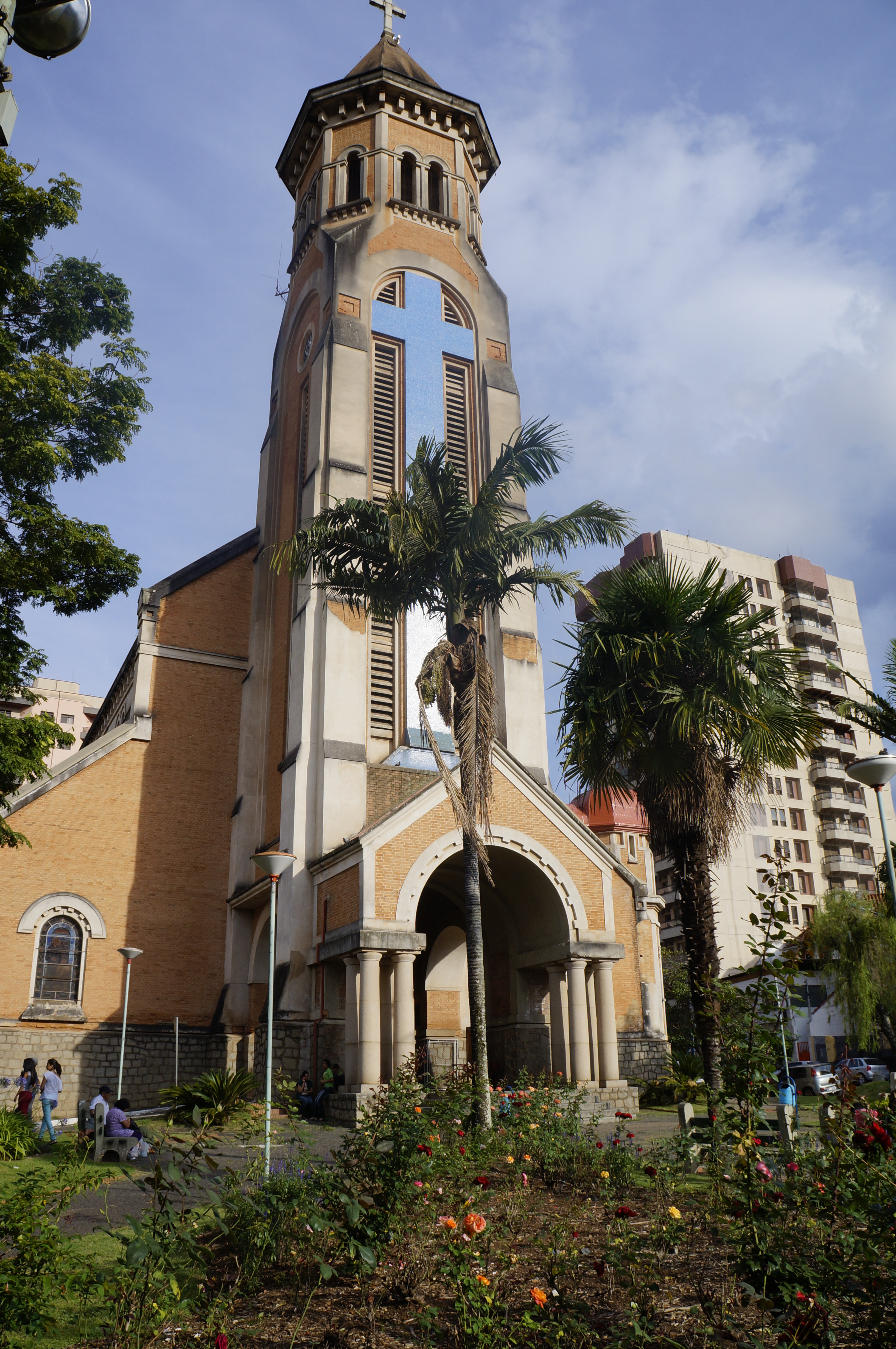
La basilica minore di Nossa Senhora da Saúde di Poços de Caldas.

La diocesi di Guaxupé (in latino Dioecesis Guaxupensis) è una sede della Chiesa cattolica in Brasile suffraganea dell'arcidiocesi di Pouso Alegre. Nel 2023 contava 691.000 battezzati su 962.000 abitanti. È retta dal vescovo José Lanza Neto.

## Territorio
La diocesi comprende 41 comuni nella parte sud-occidentale dello stato brasiliano di Minas Gerais: Guaxupé, Alfenas, Alpinópolis, Alterosa, Arceburgo, Areado, Bandeira do Sul, Bom Jesus da Penha, Botelhos, Cabo Verde, Campestre, Capetinga, Carmo do Rio Claro, Cássia, Claraval, Conceição da Aparecida, Delfinópolis, Divisa Nova, Fama, Fortaleza de Minas, Guaranésia, Ibiraci, Itamogi, Itaú de Minas, Jacuí, Juruaia, Machado, Monte Belo, Monte Santo de Minas, Muzambinho, Nova Resende, Paraguaçu, Passos, Poços de Caldas, Pratápolis, São João Batista do Glória, São José da Barra, São Pedro da União, São Sebastião do Paraíso, São Tomás de Aquino e Serrania.
Sede vescovile è la città di Guaxupé, dove si trova la cattedrale di Nostra Signora dei Sette Dolori (Nossa Senhora das Dores). A Poços de Caldas sorge la basilica minore di Nossa Senhora da Saúde.
Il territorio si estende su una superficie di 17.544 km² ed è suddiviso in 81 parrocchie, raggruppate in 7 settori: Guaxupé, Alfenas, Areado, Cássia, Passos, Poços de Caldas, São Sebastião do Paraíso.

## Storia
La diocesi fu eretta il 3 febbraio 1916 con la bolla  Universalis ecclesiae procuratio di papa Benedetto XV, ricavandone il territorio dalla diocesi di Pouso Alegre (oggi arcidiocesi).
Originariamente suffraganea dell'arcidiocesi di Mariana, il 14 aprile 1962 entrò a far parte della provincia ecclesiastica dell'arcidiocesi di Pouso Alegre.
L'11 maggio 1968 cedette una porzione del suo territorio a vantaggio dell'erezione dell'abbazia territoriale di Claraval, che è stata soppressa il 31 luglio 2002, incorporandone il territorio nella stessa diocesi di Guaxupé.
Il 22 novembre 2005 la Congregazione per il culto divino e la disciplina dei sacramenti ha confermato Nostra Signora dei Sette Dolori patrona principale della diocesi.

Il 19 agosto 2008 la diocesi si è ampliata, incorporando due parrocchie che fino ad allora erano appartenute alla diocesi di Luz.

## Cronotassi dei vescovi
Si omettono i periodi di sede vacante non superiori ai 2 anni o non storicamente accertati.
- Antônio Augusto de Assis † (7 febbraio 1916 - 2 agosto 1918 nominato vescovo ausiliare di Mariana[4])
  - António Emidio Corrêa † (3 luglio 1919 - 1920 dimesso) (vescovo eletto)
- Ranulfo da Silva Farias † (22 aprile 1920 - 5 agosto 1939 nominato arcivescovo di Maceió)
- Hugo Bressane de Araújo † (19 settembre 1940 - 3 settembre 1951 nominato arcivescovo coadiutore di Belo Horizonte[5])
- Inácio João Dal Monte, O.F.M.Cap. † (21 maggio 1952 - 29 maggio 1963 deceduto)
- José de Almeida Batista Pereira † (2 aprile 1964 - 16 gennaio 1976 dimesso)
- José Alberto Lopes de Castro Pinto † (16 gennaio 1976 - 14 settembre 1989 dimesso)
- José Geraldo Oliveira do Valle, C.S.S. (14 settembre 1989 succeduto - 19 aprile 2006 ritirato)
- José Mauro Pereira Bastos, C.P. † (19 aprile 2006 - 14 settembre 2006 deceduto)
- José Lanza Neto, dal 13 giugno 2007

## Statistiche
La diocesi nel 2023 su una popolazione di 962.000 persone contava 691.000 battezzati, corrispondenti al 71,8% del totale.
| anno | popolazione | popolazione | popolazione | presbiteri | presbiteri | presbiteri | presbiteri                | diaconi | religiosi | religiosi | parrocchie |
| anno | battezzati  | totale      | %           | numero     | secolari   | regolari   | battezzati per presbitero | diaconi | uomini    | donne     | parrocchie |
| ---- | ----------- | ----------- | ----------- | ---------- | ---------- | ---------- | ------------------------- | ------- | --------- | --------- | ---------- |
| 1950 | 572.000     | 575.000     | 99,5        | 85         | 48         | 37         | 6.729                     |         | 78        | 215       | 49         |
| 1966 | 523.400     | 537.000     | 97,5        | 94         | 53         | 41         | 5.568                     |         | 61        | 392       | 56         |
| 1970 | 417.093     | 453.068     | 92,1        | 109        | 72         | 37         | 3.826                     |         | 69        | 387       | 57         |
| 1976 | 398.204     | 477.155     | 83,5        | 76         | 53         | 23         | 5.239                     | 1       | 47        | 244       | 56         |
| 1980 | 348.000     | 478.874     | 72,7        | 75         | 51         | 24         | 4.640                     | 2       | 47        | 228       | 59         |
| 1990 | 583.000     | 689.000     | 84,6        | 68         | 54         | 14         | 8.573                     | 1       | 25        | 194       | 60         |
| 1999 | 556.613     | 755.641     | 73,7        | 87         | 68         | 19         | 6.397                     | 1       | 28        | 166       | 70         |
| 2000 | 556.613     | 755.641     | 73,7        | 93         | 74         | 19         | 5.985                     | 1       | 33        | 154       | 73         |
| 2001 | 596.226     | 805.711     | 74,0        | 83         | 64         | 19         | 7.183                     | 1       | 28        | 129       | 72         |
| 2002 | 597.029     | 805.711     | 74,1        | 83         | 64         | 19         | 7.193                     | 1       | 28        | 129       | 73         |
| 2003 | 597.029     | 805.711     | 74,1        | 87         | 68         | 19         | 6.862                     |         | 83        | 165       | 73         |
| 2004 | 572.711     | 818.159     | 70,0        | 88         | 77         | 11         | 6.508                     |         | 20        | 143       | 75         |
| 2006 | 608.000     | 867.000     | 70,1        | 96         | 78         | 18         | 6.333                     |         | 46        | 120       | 81         |
| 2013 | 659.000     | 936.000     | 70,4        | 116        | 100        | 16         | 5.681                     |         | 35        | 76        | 82         |
| 2016 | 683.500     | 937.600     | 72,9        | 126        | 104        | 22         | 5.424                     |         | 32        | 93        | 86         |
| 2019 | 700.000     | 960.250     | 72,9        | 129        | 113        | 16         | 5.426                     |         | 21        | 56        | 87         |
| 2021 | 682.500     | 949.400     | 71,9        | 132        | 116        | 16         | 5.170                     |         | 28        | 74        | 87         |
| 2023 | 691.000     | 962.000     | 71,8        | 134        | 118        | 16         | 5.156                     |         | 26        | 65        | 81         |